# Soundgarden

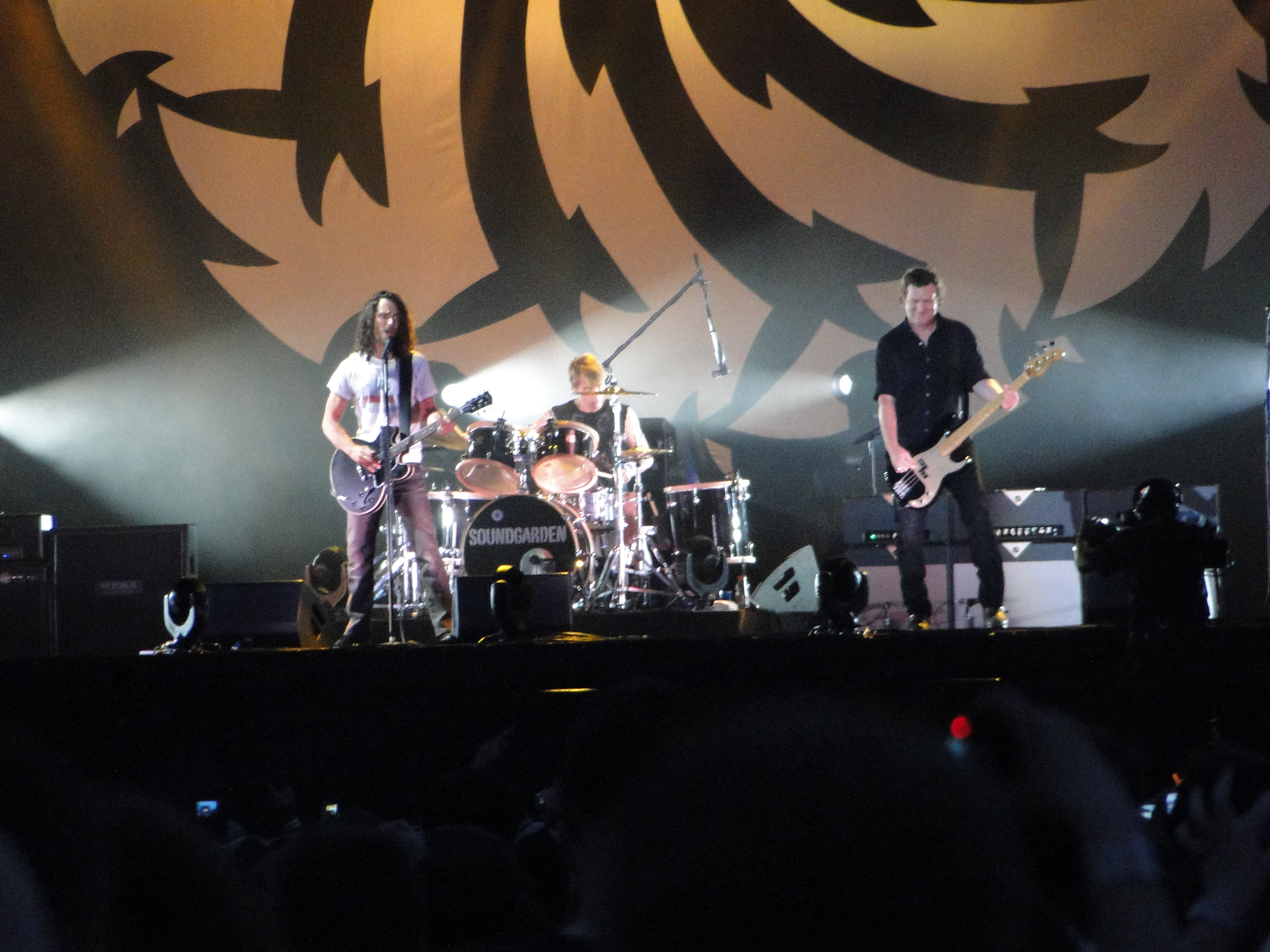
Soundgarden 2010

Soundgarden és un grup de rock americà format a Seattle (Washington - EUA) el 1984 pel cantant Chris Cornell, el guitarrista Kim Thayil, i el baix Hiro Yamamoto. Matt Cameron es farà el bateria permanent de la banda el 1986 mentre que el baix Ben Shepherd es farà permanent el 1990, substituint Yamamoto.
Soundgarden va ser una de les bandes pioneres en la creació del grunge, un estil de Rock alternatiu que s'ha desenvolupat a Seattle, i va formar part dels grups de grunge signats pel segell discogràfic Sub Pop. Soundgarden va ser igualment la primera banda de grunge contractada per un segell discogràfic major (A&M Records, el 1988), encara que la banda no aconseguirà èxit comercial fins a l'explosió "grunge" dels principis dels anys 90 amb contemporanis de Seattle com Nirvana, Alice In Chains i Pearl Jam.
Soundgarden obtindrà el seu èxit més gran el 1994 amb l'àlbum Superunknown que començarà número 1 a la classificació de la revista Billboard i guanyarà dues distincions (Grammy Award) per als simples Black Hole Sun i "Spoonman".
El 1997, la banda se separa a causa de disputa interna sobre la seva direcció creativa, i en 1 de gener del 2010, Cornell va parlar d'una possible reunió de Soundgarden, i el 5 d'abril, es va anunciar un concert a l'agost al festival Lollapalooza a Chicago. Un concert de reunió secret, amb el nom Nudedragons, es va produir a Seattle el 16 d'abril del 2010, sent el seu primer concert des del 1997.
El 2012, Soundgarden ha venut més de deu milions i mig de discs als Estats Units i un aproximat vint-i-cinc milions a escala mundial.
Cornell se suïcidà el 17 de maig de 2017 en un hotel de Detroit, hores després d'un concert amb Soundgarden.
A mode d'homenatge, músics d'estils diversos interpretaren versions de "Black Hole Sun" o altres cançons seues en directe, com The Avett Brothers en el Newport Folk Festival.
El juliol de 2019, Thayil va dir en una entrevista a Music Radar que els membres supervivents de Soundgarden estan intentant acabar i llançar l'àlbum en què treballaven amb Cornell però no van obtenir el permís per usar els enregistraments vocals de Cornell.